# 迪瓦地区蒙莫尔
迪瓦地区蒙莫尔（法語：Montmaur-en-Diois，法語發音：[mɔ̃mɔʁ ɑ̃ diwa]）是法国德龙省的一个市镇，属于迪镇区。

## 地理
迪瓦地区蒙莫尔（44°40'35"N, 5°22'46"E）面积12.8 平方千米，位于法国奥弗涅-罗讷-阿尔卑斯大区德龙省，该省份为法国东南部内陆省份，北起顺时针与伊泽尔省、上阿尔卑斯省、上普罗旺斯阿尔卑斯省、沃克吕兹省和阿尔代什省接壤。
与迪瓦地区蒙莫尔接壤的市镇（或旧市镇、城区）包括：迪瓦地区索洛尔、欧雷勒、巴尔纳沃、里蒙和萨韦勒、圣罗芒。

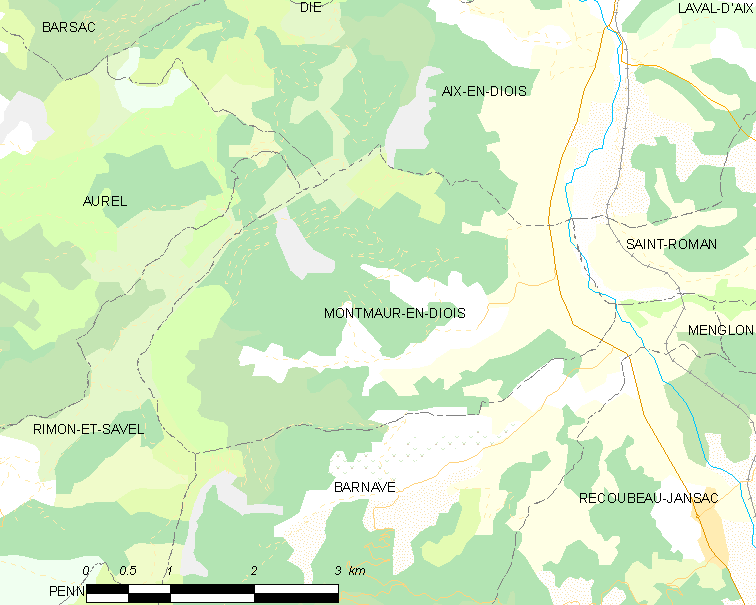
迪瓦地区蒙莫尔的OSM定位图

迪瓦地区蒙莫尔的时区为UTC+01:00、UTC+02:00（夏令时）。

## 行政
迪瓦地区蒙莫尔的邮政编码为26150，INSEE市镇编码为26205。

## 政治
迪瓦地区蒙莫尔所属的省级选区为迪瓦县。

## 人口

1962-2008年间迪瓦地区蒙莫尔人口变化图示

迪瓦地区蒙莫尔于2022年1月1日时的人口数量为95人。